# Therion
A Therion egy eredetileg death metalt játszó, manapság azonban már szimfonikus metalt játszó svéd együttes. A csapatot 1987-ben Christofer Johnsson alapította. A névhez a Celtic Frost 1985-ös To Mega Therion c. albumából merítették az ihletet, ami egyébként görögül az apokalipszisbeli Fenevadra utal.

## Történet
Az együttes számos különböző forrásból merített ihletet albumaikhoz, így például a ókori (sumer, görög) és középkori (német, skandináv) mitológiából, valamint különböző okkult hagyományokból. Első három, a death metal műfajába sorolható albumaikat leszámítva mindig is nagy hangsúlyt fektettek a kórusra és a tiszta lírai énekre éppúgy, ahogy olyan, a metal világában egyébként meglehetőst ritkán alkalmazott hangszerekre is, mint a hegedű vagy a cselló. Előző két albumukon (Lemuria és Sirius B) pedig közreműködött egy szimfonikus nagyzenekar is. Az együttes tagjai többször is említették Richard Wagner műveit, mint ihletük elsődleges forrásait; a Deggial c. albumukon pedig szerepel többek között Carl Orff Carmina Burana c. műve nyitó számának (O Fortuna) egy metalos feldolgozása is.
Ezen kívül Demonoid néven működtetnek egy külön együttest is, amivel a death metal műfaját viszik tovább; ez a projekt 2006 óta vált különösen hangsúlyossá, amikor is Christofer Johnsson elhatározta, hogy a Therion anyagain nem lesz többet halál témájú ének.
2006. december 9-én a csapat Romániában, a bukaresti Palace Hall-ban előadta Therion Goes Classic elnevezésű műsorát. Ez alkalommal az együttes egy száz tagú szimfonikus zenekarral (a Román Rádió Zenekara), hetven kóristával (Akadémiai Rádiókórus) és több meghívott művésszel dolgozott együtt. Ezt a hatalmas koncertet nem sokkal később DVD-változatban is kiadták.
2007. június 16-án a Therion Miskolcon lépett fel, a Miskolci nemzetközi operafesztivál keretén belül. A Jégcsarnokban megrendezett koncerten az együttes a Reményi Ede Kamarazenekarral és a Miskolci Nemzeti Színház kórusával lépett fel. A koncerten négy énekes szólista is fellépett: két hölgy, a miskolci V. Molnár Judit és az amerikai Lori Lewis, és két férfi énekes: Molnár András és Boncsér Gergely. A karmester a német Markus Stollenwerk volt. A műsorban feldolgozások hangzottak el Dvořák, Verdi, Mozart, Saint-Saëns és Wagner műveiből. A szünet után a Therion volt a főszereplő, jól ismert számaikat adták elő. A koncertről CD és DVD jelent meg.
Christofer Johnsson tagja a Vörös Sárkány Rendnek is, aminek alapítója és vezetője a Therion dalszövegei nagy részének szerzője, Thomas Karlsson. Erre a rendre utal a Ho Drakon Ho Megas című szám szövege is, minthogy a nyitó mondat a Rend legfőbb rituáléjának, a Sárkány Ünnepének szövegében is elhangzik.

## Tagok
- Christofer Johnsson (gitár, vokál)
- Kristian Niemann (gitár)
- Johan Niemann (basszusgitár)
- Petter Karlsson (dob)

## Korábbi tagok
- Peter Hansson – gitár – 1987-1993
- Oskar Forss – dob – 1987-1993
- Erik Gustafsson – basszusgitár – 1987-1992
- Piotr Wawrzeniuk – dob/vokál 1992-1996 (később meghívták a Lemuria/Sirius B albumok felvételére is)
- Magnus Barthelsson – gitár – 1993-1994
- Andreas Wahl – basszusgitár – 1993-1994
- Fredrik Isaksson – basszusgitár – 1994
- Lars Rosenberg – basszusgitár – 1994-1996
- Jonas Mellberg – gitár – 1995-1996
- Sami Karppinen – dob – 1998-2001
- Richard Evensand – dob – 2001-2004

## Diszkográfia
- Paroxysmal Holocaust (1989)
- Beyond The Darkest Veils Of Inner Wickedness (1989)
- Time Shall Tell (demo, 1990)
- Of Darkness… (1991)
- Beyond Sanctorum (1991)
- Ho Drakon Ho Megas (1993)
- Beauty in Black (1995)
- Lepaca Kliffoth (1995)
- Siren of the Woods (1996)
- Theli (1996)
- A'arab Zaraq – Lucid Dreaming (1997)
- Eye of Shiva (1998)
- Vovin (1998)
- Crowning of Atlantis (1999)
- Deggial (1999)
- Secret of the Runes (2001)
- Bells of Doom (2001)
- Live in Midgård (2002)
- Lemuria (2004)
- Sirius B (2004)
- Atlantis Lucid Dreaming (2005) (Az A'arab Zaraq – Lucid Dreaming és a Crowning of Atlantis albumok közös kiadása.)
- Celebrators of Becoming (2006) 4 DVD-t tartalmazó csomag.
- Gothic Kabbalah (2007)
- The Miskolc Experience (2009) a Miskolci Operafesztiválon előadott szimfonikus koncert felvétele
- Sitra Ahra (2010)
- Les Fleurs du Mal (2012)
- Beloved Antichrist (2018)
- Leviathan (2021)
- Leviathan 2 (2022-ben jelenik meg)
- Leviathan 3 (2023-ban jelenik meg)

## Külső hivatkozások
- Hivatalos oldal
- Hivatalos francia oldal
- Francia rajongói oldal